# Жан I дьо Бурбон
Жан I дьо Бурбон (на френски: Jean I de Bourbon; * март 1381; † 5 февруари 1434, затвор в Лондон, Кралство Англия) e 4-ти херцог на Бурбон от 1410 г., граф на Форез (от 1417), граф на Клермон ан Бовези (от 1404), херцог на Оверн и граф на Монпансие (от 1416 – по брак), френски военачалник.

## Произход
Той е най-големият син на херцога на Бурбон Луи II Добрия (* 1337, † 1410), 3-ти херцог дьо Бурбон от 1356 г., граф на Клермон ан Бовези (1356 – 1404), чрез брак граф на Форез и господар на Меркер от 1372 г., френски военачалник, и на съпругата му Ана дьо Оверн (* 1358, † 1417), господарка на Меркер, графиня на Форе от 1372, дофина на Оверн от 1400 г., дъщеря на Беро II Велики, дофин на Оверн, и Жана дьо Форе. Има един брат и две сестри:
- Катерина (* 1378, † млада)
- Изабела (* 1384 † сл. 1451), монахиня в Поаси
- Луи (* 1388 † 1404), господар на Божьо

Има и пет полубратя от извънбрачни връзки на баща си.

## Биография
През 1404 г. Жан е назначен за капитан-генерал на Лангедок и Гиен. В същата година той атакува англичаните в Лимузен, където завзема крепостите Сен Пиер и Сен Мари.
В борбата между арманяките и бургундите Жан първоначално е на страната на бургундския херцог Жан Безстрашни. След убийството на херцог Луи I Орлеански обаче Жан се сближава с арманяките, ставайки един от лидерите на партията и непримирим противник на херцога на Бургундия. През 1411 г. Жан губи за кратко време Клермон ан Бовези, завзет от бургундите.
След подписания през 1412 г. мирен договор в Осер между враждуващите партии Жан очиства Ил дьо Франс от бандите, а също така отвоюва от англичаните град Субиз.
След възобновяване на борбите между арманяките и бургундите през 1414 г. Жан участва в превземането на Компиен и Нойон. При превземането на Соасон той е ранен от стрела в крака, заради което заповядва да избият гарнизона на града и да обесят губернатора. Преследва армията на Жан Безстрашни до Артоа и обсажда отначало Бапом, после Арас.
Междуособната война е прекъсната от нахлуването на английската армия през 1415 г. под командването на английския крал Хенри V. Набързо събрана армия под командването на конетабъла Шарл д'Албре излиза да я посрещне. Армиите се срещат на 25 октомври 1415 г. близо до село Аженкур. В последвалата битка Жан дьо Бурбон е един от командирите на авангарда. Битката при Аженкур завършва с поражението на френската армия, конетабълът и огромен брой конници загиват, а много от тях са пленени. Сред затворниците е Жан. Изпратен е в Англия, където е държан в замъка Мелборн до смъртта си.

## Брак и потомство
∞ 21 юни 1401 за Мария I дьо Бери (* 1375, † юни 1434, Лион), херцогиня на Оверн и графиня на Монпансие от 1416 г., дъщеря на Жан, херцог на Бери, от която има трима сина и една дъщеря:
- Шарл I дьо Бурбон (* септември 1401, Клермон ан Бовези;† 4 декември 1456, Замък на Мулен), 5-и херцог на Бурбон от 1434 г., ∞ 17 септември 1425 за Агнес Бургундска (* 1407, † 1476), дъщеря на Жан Безстрашни, херцог на Бургундия, от която има единадесет деца.
- Изабела дьп Бурбон-Монпансие (* 1402/1403; † 1412, Вилфранш/Сьон)
- Луи дьо Бурбон-Монпансие (* сл. 24 януари 1409; † 1412, Лувър ан Паризи, Вал д'Оаз), граф на Форез
- Луи I дьо Бурбон-Монпансие Добрия (* сл. 1412, † февруари 1486), граф на Монпансие от 1434 г.

Освен това Жан има няколко извънбрачни деца:
- Жана дьо Бурбон (* 1399, † 1487), узаконена; ∞ 1435 за Луи Иер Комболд дьо Бурбон, потомък на Мао/Матилда дьо Бурбон
- Жан III дьо Бурбон (* ок. 1413, † 1485), абат на Сент Андре във Вилньов лез Авиньон през 1439 г., избран за архиепископ на Лион, но не е утвърден на 6 април 1444 г., епископ на Пюи и граф на Velay от 1443 г., администратор на епископството на Лион през 1449 – 1470 г., абат на Клюни от 1456 г., приор на Сен Рамбер ан Форез през 1468 г., приор на Монтевердюн през 1482 г., генерален наместник на Бурбон от 1484 г.
- Александър дьо Бурбон († 1440), каноник на Колегиалната църква в Нотр Дам дьо Боже. Сформира банда живодери (наемници) след Договора от Арас. Той е осъден да бъде зашит в чувал и удавен в Бар сюр Об по заповед на краля.
- Гиг дьо Бурбон († 1442), кастелан на Баронство Роан. Атакува Лимузен през 1435 с девер си Родриго дьо Виландрандо.
- Едме дьо Бурбон
- Маргарита дьо Бурбон; ∞ 2 август 1436 за Родриго дьо Виландрадо, граф на Рибадео